# 加洛韋 (密蘇里州)
加洛韋（英語：Galloway）是位於美國密蘇里州格林縣的非建制地區。

## 歷史
加洛韋的郵局於1883年設立，其後於1943年停運。

## 地理
加洛韋所處的海拔為高於海平面359米（即1178英呎），而該地所採用的時區為UTC-6，即北美中部時區（CST）。同時該地設有夏令時間，為UTC-6調快一小時，即UTC-5（CDT）。